# Рефлекс Чаддока

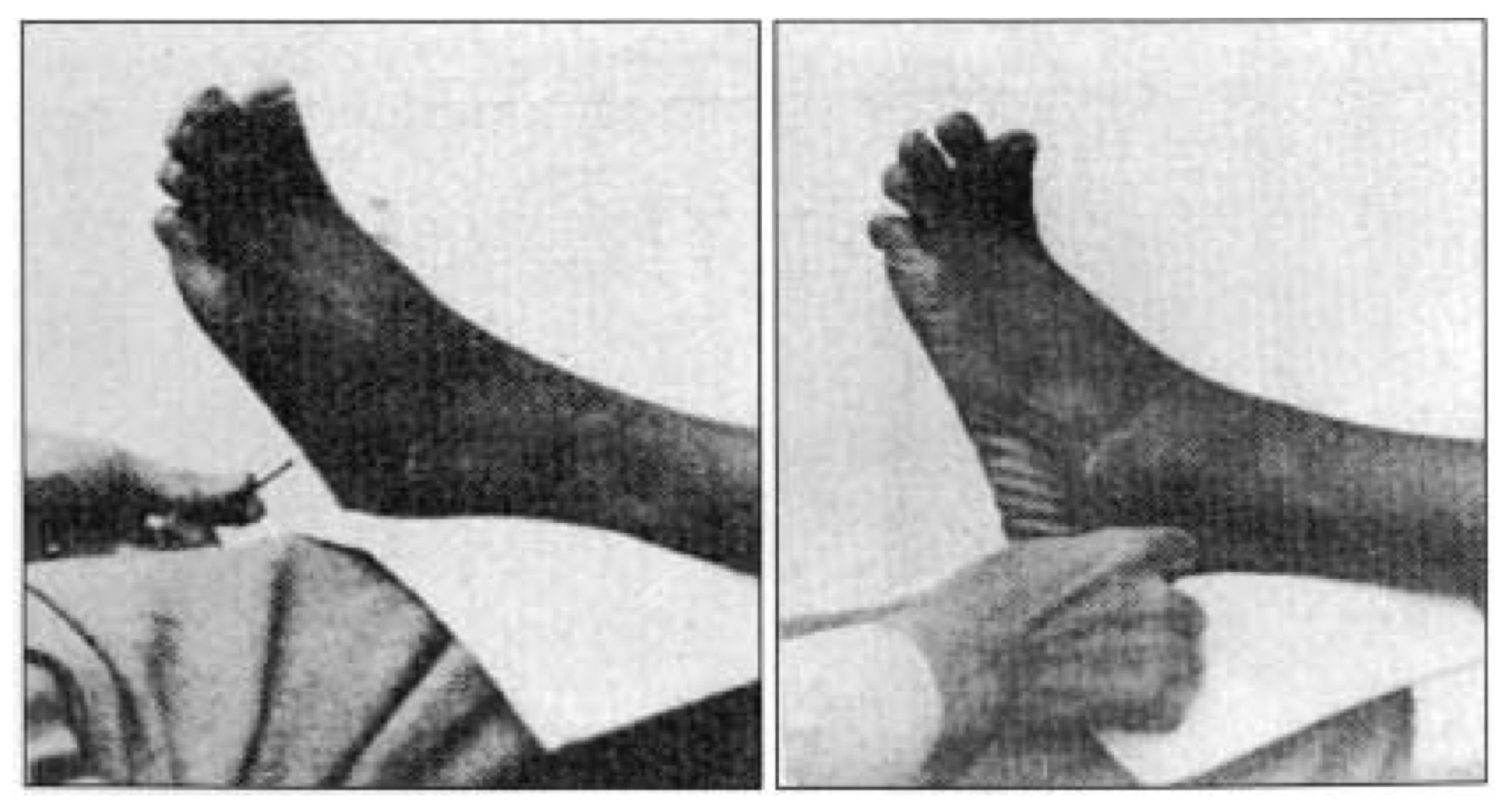
Рефлекс Чаддока

Рефлекс Чаддока (патологический стопный разгибательный рефлекс) — патологический рефлекс, проявляющийся разгибанием I пальца стопы при штриховом раздражении кожи ниже наружной лодыжки. Назван в честь американского невропатолога Чарльза Гилберта Чаддока, описавшего данный рефлекс в 1911 году.

## Патофизиология
Является проявлением поражения системы центрального двигательного нейрона, которая включает двигательные нейроны прецентральной извилины коры головного мозга, а также их аксоны, составляющие кортикоспинальный путь (лат. tractus corticospinalis), идущие к двигательным нейронам передних рогов спинного мозга. Волокна кортикоспинального пути проводят тормозные импульсы, которые препятствуют возникновению онтогенетически более старых сегментарных спинальных рефлексов. При поражении системы центрального двигательного нейрона поступление тормозных импульсов к двигательным нейронам спинного мозга прекращается, что в частности проявляется возникновением патологического рефлекса Чаддока.

## Рефлекторная дуга и значение
Рефлекторная дуга и значение рефлекса Чаддока схожи с таковыми рефлекса Бабинского (см. рефлекс Бабинского).
В раннем детском возрасте физиологичен и не является проявлением патологии центральной нервной системы.